# Akram Moghrabi
Akram Omar Moghrabi (tiếng Ả Rập: أكرم عمر مغربي; sinh ngày 19 tháng 10 năm 1985) là một cầu thủ bóng đá chuyên nghiệp người Liban hiện đang thi đấu ở vị trí tiền đạo cho câu lạc bộ Sagesse thuộc Giải bóng đá Ngoại hạng Liban.

## Thống kê sự nghiệp

### Bàn thắng quốc tế
| # | Ngày                | Địa điểm                                                       | Đối thủ   | Bàn thắng | Kết quả | Giải đấu                 | Tham khảo |
| - | ------------------- | -------------------------------------------------------------- | --------- | --------- | ------- | ------------------------ | --------- |
| 1 | 14 tháng 1 năm 2009 | Sân vận động Quốc gia Mỹ Đình, Hà Nội, Việt Nam                | Việt Nam  | 1–3       | 1–3     | Vòng loại Asian Cup 2011 | [ 3 ]     |
| 2 | 22 tháng 8 năm 2009 | Sân vận động Ambedkar, New Delhi, Ấn Độ                        | Sri Lanka | 1–1       | 3–4     | Cúp Nehru 2009           | [ 4 ]     |
| 3 | 6 tháng 9 năm 2011  | Sân vận động Thành phố Thể thao Camille Chamoun, Beirut, Liban | UAE       | 2–1       | 3–1     | Vòng loại World Cup 2014 | [ 5 ]     |